# Polk County, Texas
Polk County är ett administrativt område i delstaten Texas, USA, med 45 413 invånare (2010). Den administrativa huvudorten (county seat) är Livingston.

## Geografi
Enligt United States Census Bureau så har countyt en total area på 2 875 km². 2 738 km² av den arean är land och 137 km² är vatten.  

### Angränsande countyn
- Angelina County - norr
- Tyler County - öster
- Hardin County - sydost
- Liberty County - söder
- San Jacinto County - sydväst
- Trinity County - nordväst